# Route nationale 779
La route nationale 779 ou RN 779 était une route nationale française reliant Camors à Vannes. À la suite de la réforme de 1972, elle a été déclassée en RD 779.

## Ancien tracé de Camors à Vannes (D 779)
- Camors
- Grand-Champ
- Plescop
- Vannes